# Quảng Châu (địa danh cổ)
Quảng Châu (chữ Hán: 廣州) là tên một châu thời cổ, bao trùm phần lớn khu vực Lưỡng Quảng tức hai tỉnh Quảng Đông, Quảng Tây thuộc Trung Quốc ngày nay.

## Bối cảnh lịch sử

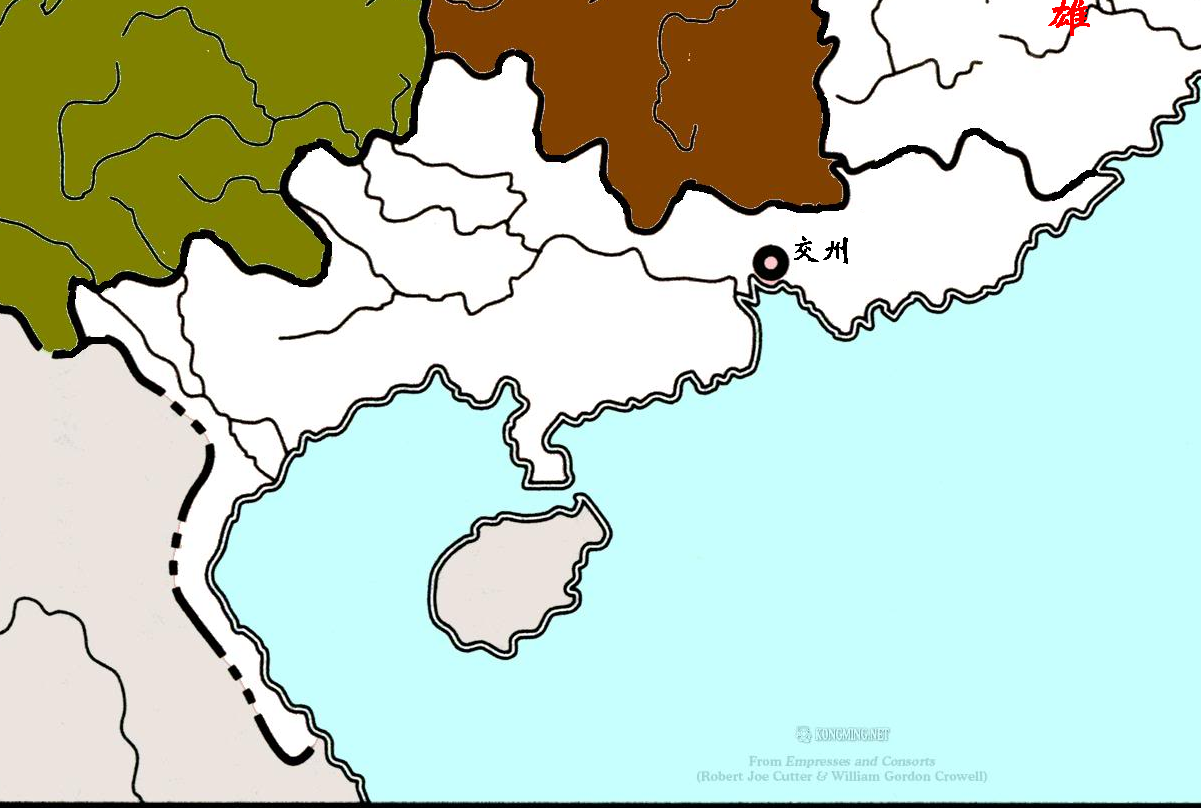
Bản đồ cương vực bộ Giao Chỉ (màu trắng) năm 189 SCN, thời Đông Hán

Năm 203, bộ Giao Chỉ (kế thừa lãnh thổ nước Nam Việt xưa cộng thêm đảo Hải Nam và phần đất phía nam dãy núi Hoành Sơn) được vua Hiến Đế nhà Đông Hán đổi tên thành Giao Châu trên cơ sở đề nghị của Sĩ Nhiếp, thái thú quận Giao Chỉ và Trương Tân, thứ sử bộ Giao Chỉ. Khi đó Giao Châu là một cấp hành chính (châu), gồm 9 quận là: Giao Chỉ, Cửu Chân, Nhật Nam, Đạm Nhĩ, Châu Nhai (Đạm Nhĩ và Châu Nhai nay thuộc đảo Hải Nam), Nam Hải, Hợp Phố, Uất Lâm, Thương Ngô (nay thuộc Quảng Tây và Quảng Đông).
Ban đầu, trị sở của bộ Giao Chỉ (sau đổi thành Giao Châu) được đặt tại Luy Lâu (nay thuộc thị xã Thuận Thành, tỉnh Bắc Ninh, Việt Nam), trong quận Giao Chỉ, giữa một vùng đồng bằng đông dân cư. Nhưng đến năm 106 TCN, trị sở được dời về huyện Quảng Tín (nay là thành phố Ngô Châu, tỉnh Quảng Tây, Trung Quốc), sau lại chuyển về Phiên Ngung (nay là thành phố Quảng Châu thuộc tỉnh Quảng Đông, Trung Quốc).
Thời Hán mạt và Tam Quốc, nhân dân Giao Chỉ đã nhiều lần nổi lên giết chết các thứ sử Giao Châu là Chu Phù rồi Trương Tân. Sau đó Nhà Hán đã phong cho thái thú quận Giao Chỉ là Sĩ Nhiếp làm Tuy Nam Trung lang tướng, tổng đốc 7 quận.
Năm 210, vua Tôn Quyền nước Đông Ngô sai Bộ Chất sang làm thứ sử Giao Châu thì Sĩ Nhiếp tuân phục.

## Thành lập Quảng Châu
Sau khi Sĩ Nhiếp chết, năm 226, nước Đông Ngô đã chia Giao Châu ra làm hai châu: Quảng Châu gồm các quận Nam Hải, Uất Lâm, Thương Ngô và Giao Châu (mới) gồm các quận Hợp Phố, Giao Chỉ, Cửu Chân, Nhật Nam và cử Sĩ Huy, con Sĩ Nhiếp làm thái thú quận Cửu Chân, nhưng Sĩ Huy không tuân lệnh mà dấy binh chiếm giữ quận Giao Chỉ. Thứ sử Giao Châu (mới) là Đái Lương và thứ sử Quảng Châu là Lữ Đại cùng hợp binh tiến đánh và giết chết mấy anh em Sĩ Huy. Khi đó Đông Ngô lại sáp nhập Quảng Châu với Giao Châu như cũ, phong Lữ Đại làm thứ sử Giao Châu, và đến năm 264 mới chia lại thành Quảng Châu (trị sở tại Phiên Ngung, nay là thành phố Quảng Châu, tỉnh Quảng Đông, Trung Quốc) và Giao Châu (trị sở tại Long Uyên, nay thuộc huyện Gia Lâm, Hà Nội, Việt Nam).

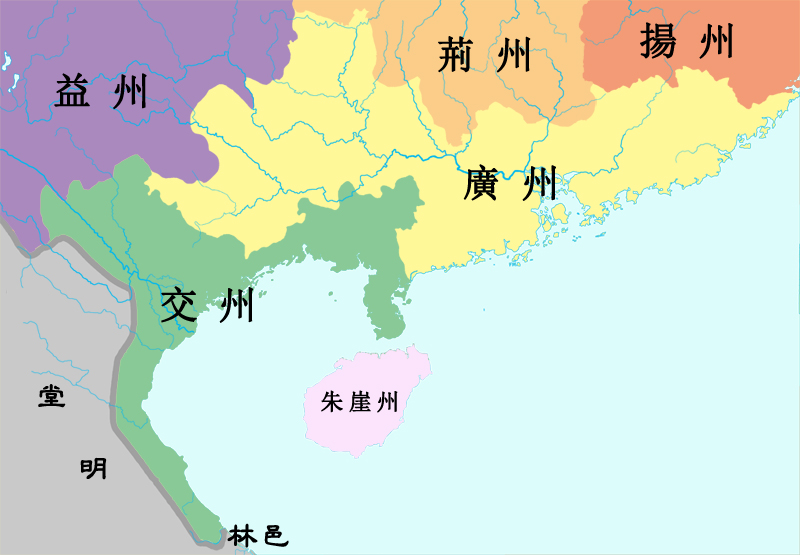
Bản đồ Giao Châu (màu xanh) và Quảng Châu (màu vàng) năm 264, thời Đông Ngô

Nhà Tùy phế châu lập quận, khi ấy Quảng Châu được đổi tên thành quận Nam Hải. Sau đó, Nhà Đường khôi phục lại tên gọi Quảng Châu nhưng phạm vi lãnh thổ đã rất khác so với thời Tam Quốc và thời Tấn.